# Marandoo mine
Kopalnia Marandoo (ang. Marandoo mine) – kopalnia rudy żelaza położona w regionie Pilbara w północno–zachodniej części Australii Zachodniej, 45 km na wschód od miasta Tom Price. 
Kopalnia jest w całości własnością i jest zarządzana przez Rio Tinto Iron Ore i jest jedną z czternastu kopalni rudy żelaza prowadzonych przez tę firmę w regionie Pilbara. W roku 2010 wydobyto w regionie Pilbara 220 mln ton rudy żelaza. 

Położenie kopalni Marandoo na terenie parku narodowego Karijini

Kopalnia jest położona wzdłuż linii kolejowej, w wąskim korytarzu przecinającym park narodowy Karijini i dzielącym go na część północną i południową. Region Pilbara, w których leży kopalnia, zawiera 84% zidentyfikowanych zasobów rudy żelaza Australii i jest jednym z głównych światowych obszarów występowania rudy. 

## Opis
Kopalnia Marandoo była pierwotnie zlokalizowana na terenie parku narodowego Karijini do chwili, gdy w 1991 r. została z niego wyłączona, by umożliwić rozpoczęcie prac wydobywczych. Na potrzeby kopalni utworzono korytarz kolejowy, by umożliwić transport rudy do wybrzeża na zachodzie także z przyszłych kopalni na wschodzie. 
Działalność firmy Rio Tinto w regionie Pilbara rozpoczęła się w 1966 r. Sama kopalnia zaczęła działać w 1994 r. Kopalnia ma roczną wydajność 15 mln ton rudy żelaza wydobywanej metodą odkrywkową.  Ruda przerabiana jest na miejscu przed załadunkiem do wagonów. 
Ruda z kopalni jest transportowana na wybrzeże koleją Hamersley & Robe River railway, gdzie jest ładowana na statki. Rudy wydobyte w kopalni Marandoo oraz w kopalniach Brockman, Mount Tom Price, Paraburdoo, Channar, Eastern Range i Yandicoogina są transportowane w formie bryłek lub ziaren do portu Dampier. Przed załadunkiem na statki rudy są mieszane i ponownie przesiewane. Maksymalna wielkość bryłek to 31,5 mm, a ziaren 6,3 mm. 
Kopalnia znajduje się w posiadaniu firmy Hamersley Iron Pty Ltd, będącej 100% własnością firmy Rio Tinto, posiadającej w okręgu Pilbara 12 kopalni. 
Okres działalności wszystkich kopalń został przedłużony o kolejne 20 lat na początku drugiej dekady XXI w., kiedy ich licencja została zmodyfikowana w taki sposób, że umożliwiła wydobycie poniżej poziomu wód gruntowych. Wody gruntowe są obecnie pompowane i przesyłane na pola poza parkiem Karijini, na których uprawia się trawy na pasze, używane do hodowli bydła.

## Zatrudnienie
Pracownicy kopalni są zatrudnieni w systemie FIFO (Fly-in fly-out). Jest to sposób zatrudniania ludzi na odległych terenach, polegający na tymczasowym dowiezieniu ich do miejsca pracy, zamiast stałej relokacji pracowników i ich rodzin. 

## Turystyka
Kopalnię można zobaczyć z Mount Bruce, drugiej pod względem wysokości góry w Australii Zachodniej. 